# NGC 507
NGC 507 ist eine elliptische Galaxie vom Hubble-Typ E/S0 am nördlichsten Rand des Sternbildes Fische, etwa auf halbem Wege zwischen dem Stern Mirach (β Andromedae) und dem sehr bekannten Dreiecksnebel (M33). Sie ist schätzungsweise 227 Millionen Lichtjahre von der Milchstraße entfernt und hat einen Durchmesser von etwa 165.000 Lichtjahren. Gemeinsam mit NGC 508 bildet sie das Galaxienpaar ARP 229.
Halton Arp gliederte seinen Katalog ungewöhnlicher Galaxien nach rein morphologischen Kriterien in Gruppen. Diese Galaxie gehört zu der Klasse Galaxien mit konzentrischen Ringen.
Im selben Himmelsareal befinden sich u. a. die Galaxien NGC 503, NGC 504, IC 1687, IC 1690.
Das Objekt wurde am 12. September 1784 von dem deutsch-britischen Astronomen Wilhelm Herschel entdeckt.